# Psilothrix viridicoerulea
Psilothrix viridicoerulea är en skalbaggsart som först beskrevs av Geoffroy 1785.  Psilothrix viridicoerulea ingår i släktet Psilothrix, och familjen borstbaggar. Artens livsmiljö är jordbrukslandskap.

## Bildgalleri

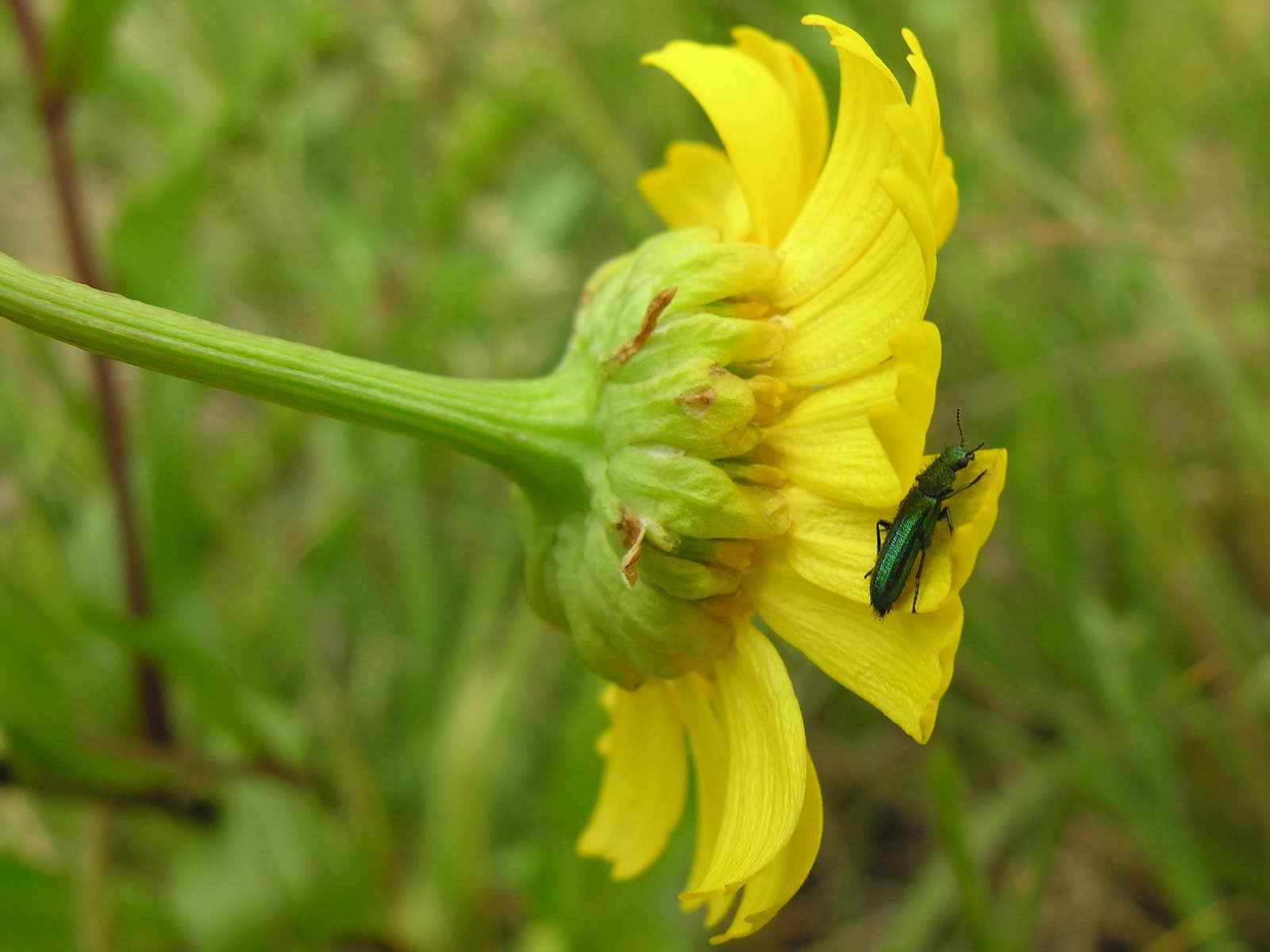